# Siatkoblaszek maczugowaty

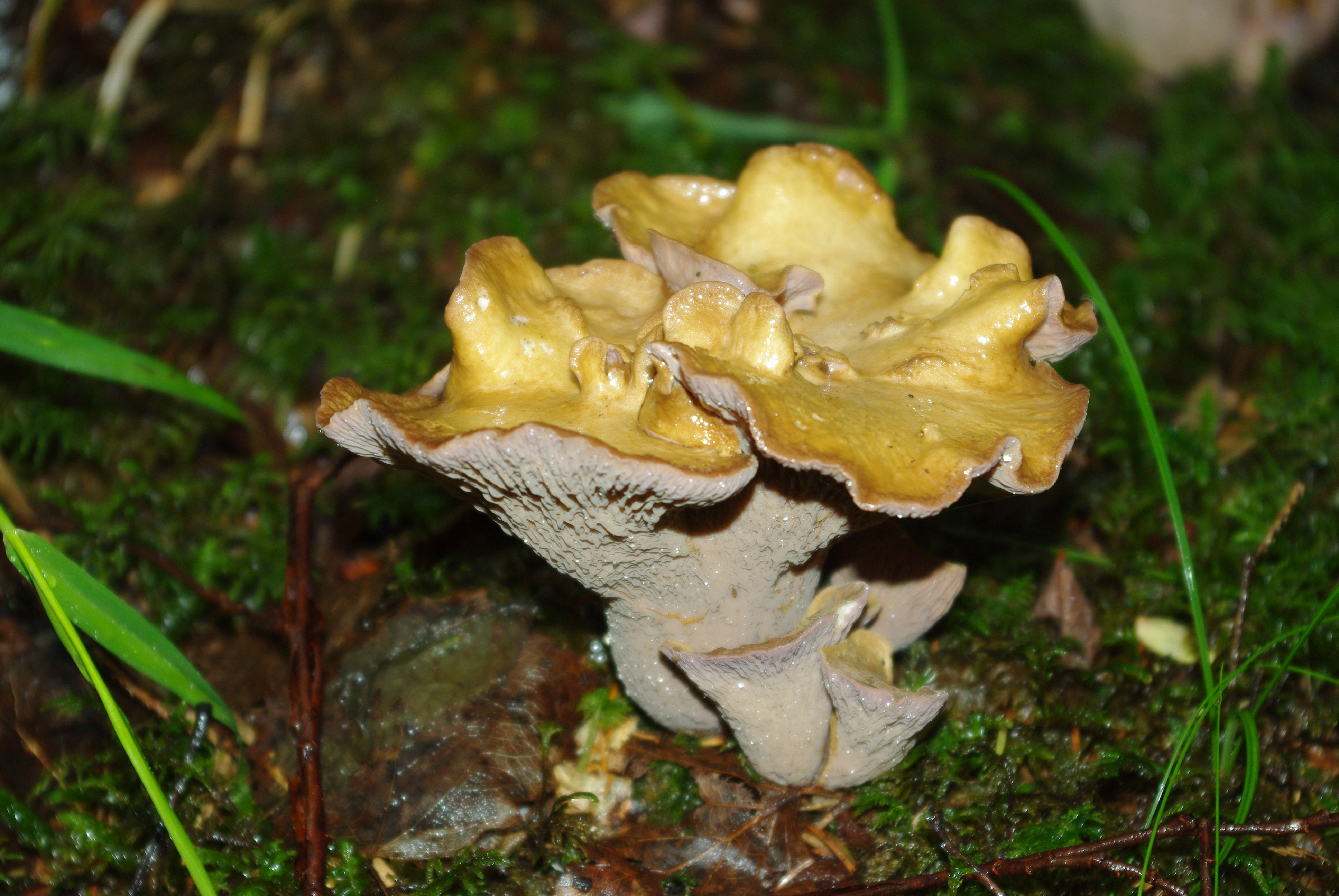

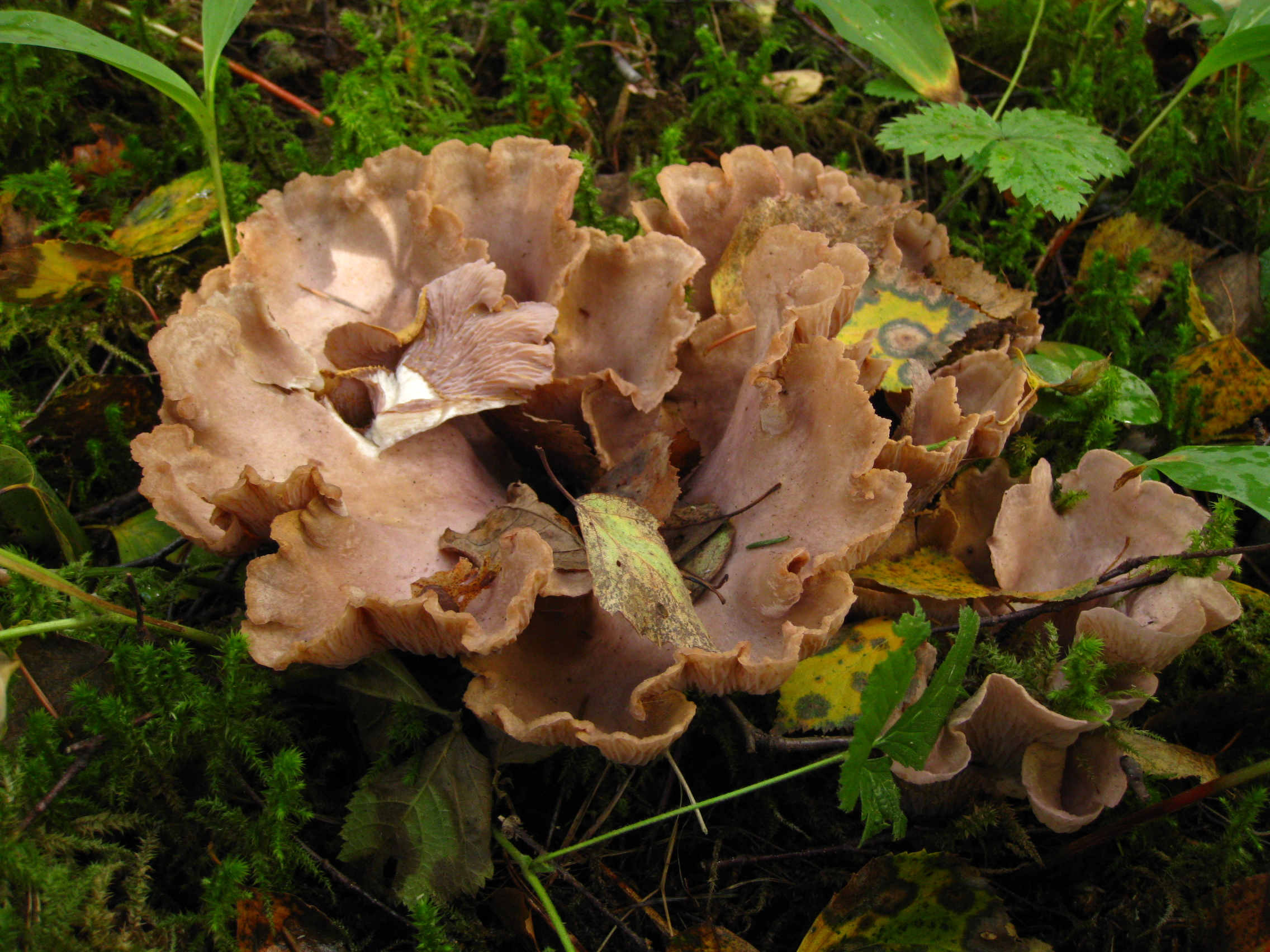

Siatkoblaszek maczugowaty (Gomphus clavatus (Pers.) Gray) – gatunek grzybów należący do rodziny siatkoblaszkowatych (Gomphaceae).

## Systematyka i nazewnictwo
Pozycja w klasyfikacji według Index Fungorum: Gomphus, Gomphaceae, Gomphales, Phallomycetidae, Agaricomycetes, Agaricomycotina, Basidiomycota, Fungi.
Po raz pierwszy takson ten zdiagnozował w 1796 r. Christian Hendrik Persoon, nadając mu nazwę Merulius clavatus. Obecną, uznaną przez Index Fungorum nazwę nadał mu w 1821 r. Samuel Frederick Gray, przenosząc go do rodzaju Gomphus. Synonimy naukowe:

- Cantharellus brevipes Peck 1883
- Cantharellus clavatus (Pers.) Fr. 1821
- Clavaria elveloides Wulfen 1781>
- Clavaria truncata Schmidel 1796
- Craterellus clavatus (Pers.) Fr. 1838
- Gomphora clavata (Pers.) Fr. 1825
- Gomphus clavatus (Pers.) Gray 1821 var. clavatus
- Gomphus clavatus var. parvisporus Corner 1966
- Gomphus truncatus (Schmidel) Pers. 1825
- Merulius brevipes (Peck) Kuntze 1891
- Merulius clavatus Pers. 1796
- Merulius clavatus Pers. 1796 var. clavatus
- Merulius clavatus var. spadiceus Pers. 1886
- Merulius clavatus var. violaceus Pers. 1797
- Neurophyllum clavatum (Pers.) Pat. 1886
- Thelephora clavata (Pers.) P. Kumm. 1871
- Trombetta clavata (Pers.) Kuntze 1891

Nazwę polską podał Władysław Wojewoda w 2003 r. W polskim piśmiennictwie mykologicznym gatunek ten opisywany był też jako siatkolist maczugowaty, lejek, lejek klinowy, zajęcze uszy, lejkowiec buławiasty.

## Morfologia
Owocnik
4–10 cm wysoki i do 6 cm szeroki. Kształt zmienny, zwykle maczugowaty z płasko uciętym szczytem, który z wiekiem jest nieco wklęśnięty. Powierzchnia gładka, lekko falisto zmarszczona. Barwa za młodu liliowa, z wiekiem ochrowo-brązowa.
Hymenofor
W formie grubych, nieregularnie rozwidlonych listewek lub fałd połączonych w siateczkę zbiegającą na trzon.
Trzon
Niewyraźny.
Miąższ
W stanie wilgotnym ochrowożółtawy i wodnisto żyłkowany (marmurkowaty), w stanie suchym jednolicie białawy, miękki. Zapach słaby, smak łagodny lub nieco gorzkawy.
Wysyp zarodników
Ciemnożółty.
Cechy mikroskopowe
Zarodniki elipsoidalne, brodawkowane, z kroplami, o średnicy 9–12 × 4–5,5 μm.

## Występowanie i siedlisko
Notowany jest w Ameryce Północnej, Europie i Japonii. W Polsce jest rzadki. W piśmiennictwie naukowym do 2020 r. podano 49 jego stanowisk. Bardziej aktualne stanowiska podaje internetowy atlas grzybów. Ma status E – gatunek wymierający. W latach 1995–2004 objęty ochroną częściową, w latach 2004–2014 ochroną ścisłą, a od 2014 roku – ponownie ochroną częściową. Znajduje się na listach gatunków zagrożonych także w Belgii, Niemczech, Danii, Estonii, Anglii, Litwie, Norwegii, Szwecji, Finlandii, Słowacji.
Naziemny grzyb mykoryzowy, tworzący symbiozę najczęściej ze świerkiem. Występuje lasach świerkowych i jodłowych, rzadziej w lasach bukowych i mieszanych z domieszką świerka, zwłaszcza na glebach wapiennych pod świerkami, jodłą pospolitą i bukiem zwyczajnym.

## Znaczenie
Grzyb jadalny: Smaczny i wydajny grzyb spożywczy o smaku podobnym do smaku pieprznika jadalnego.